# Ungern i olympiska vinterspelen 1972
Ungern deltog med en deltagare vid de olympiska vinterspelen 1972 i Sapporo. Landets deltagare erövrade ingen medalj.